# Chromehounds
Chromehounds ist ein von Sega vertriebenes Actionspiel. Es erschien im Jahr 2006 für die Xbox 360.

## Spielmechanik

### Kampagne
In Chromehounds steuert der Spieler neu entwickelte und sehr leistungsstarke Kriegsmaschinen, sogenannte HOUNDs (deutsch „Hunde“). Diese HOUNDs können aus verschiedensten Teilen zusammengesetzt werden und besitzen so unterschiedliche Stärken und Schwächen.
Das Spiel startet kurz vor dem Ausbruch des sogenannten Neroismus-Krieges zwischen den drei fiktiven Nationen Demokratische Republik Tarakia, Republik Morskoj und dem Königreich Sal Kar. Der Spieler übernimmt die Rolle eines namenlosen Söldners, welcher Mitglied bei Rafzakael wird, einer Geheimgesellschaft, gegründet von Waffenentwicklern aus der ganzen Welt. Rafazakael genießt sehr gute Verbindungen zu diversen Ländern und Organisationen, was dazu führt, dass sie Zugriff auf verschiedenste Kriegsmittel haben. Der Söldner lernt im Laufe des Story-Modus den Umgang mit verschiedenen HOUND-Rollentypen (RT) und nimmt Befehle von ständig wechselnden Anführern beziehungsweise Auftraggebern entgegen.
Je nach Ausstattung, Bewaffnung und Panzerung werden HOUNDs in die unterschiedliche Rollentypen eingeteilt. Man unterscheidet zwischen dem Soldaten-, dem Scharfschützen-, dem Verteidiger-, dem Späher-, dem Richtschützen- und dem Befehlshaberrollentyp. Im Story-Modus kann der Spieler jeweils sieben Missionen zu jedem Rollentyp absolvieren. Bevor die jeweilige Mission beginnt, erscheint am Bildschirm eine sogenannte Einsatzbesprechung (Briefing), in der das Einsatzziel und die beteiligten Team-Mitglieder beschrieben werden. Zudem kann der Spieler wählen, ob er mit einem Leih-HOUND zur Mission antritt oder ob er seinen eigenen HOUND benutzen will. Ein eigener HOUND kann in der Werkstatt aus diversen Teilen beliebig zusammengesetzt werden, die jedoch nicht von Anfang an zur Verfügung stehen, sondern werden erst nach und nach bei erfolgreichen Missionsabschlüssen freigeschaltet werden. Insgesamt sind 176 HOUND-Teile und 17 Farbmuster freispielbar. Nach einer abgeschlossenen Mission wird die Leistung des Spielers in der sogenannten Nachbesprechung bewertet. Der Spieler erhält für die benötigte Zeit, die Schussreichweite, die Anzahl der vernichteten Feinde, sowie sekundäre Missionsziele Punkte. Je nach Punktzahl wird dann der erreichte Rang angezeigt, der höchste zu erlangende Rang innerhalb einer Mission ist der Rang S.
| Rollentyp                | Beschreibung |
| ------------------------ | --- |
| Soldaten-Rollentyp       | Front-Spezialist, der eine wichtige Rolle im Nahkampf spielt. Grundsätzlich ist er dafür zuständig, feindliche Basen und Hauptquartiere zu zerstören. Dabei greift er auf von Spähern beschaffte Informationen zurück. Soldaten-HOUNDs sind in der Regel recht schnell und mit Nahkampfwaffen ausgestattet. Meist sind diese HOUNDs mit einem zweibeinigen Antrieb unterwegs, wodurch sie auf vielen Terrains eingesetzt werden können.                                                                                  |
| Scharfschützen-Rollentyp | Sie agieren meist im Hintergrund und unterstützen ihre verbündeten Truppen, indem sie über weite Strecken aus dem Hinterhalt angreifen. Hauptaufgabe eines Scharfschützen ist die Deckung seiner Verbündeten, sowie Präventivangriffe gegen feindliche Truppen auszuführen. Scharfschützen-HOUNDs sind sehr wendig und mobil, allerdings durch ihre geringe Panzerung weniger vor feindlichen Angriffen geschützt. Sie verfügen über verschieden leistungsstarke Sniperwaffen.                                           |
| Verteidiger-Rollentyp    | Der Verteidiger-RT ist ein Panzer-Spezialist, der insbesondere verbündete Truppen und das Hauptquartier beschützt und verteidigt. Verteidiger-HOUNDs sind schwergepanzert und mit schweren Waffen, wie beispielsweise Raketenwerfern, ausgestattet. |
| Späher-Rollentyp         | Späher-RT sind für Aufklärungsmissionen zuständig. Ihre Aufgabe liegt also nicht im Kampf, sondern darin, die Gegend auszukundschaften, Informationen zu beschaffen und sogenannte Combas-Türme zu sichern, um so den Kommunikationsbereich der verbündeten Truppen und des Befehlshabers zu erweitern. Späher-HOUNDs sind stets nur leicht bewaffnet, dafür mit anderen Hilfsteilen, wie Nachtsichtgeräten oder Minensuchgeräten, ausgestattet und bewegen sich meist mit einem Räder- oder Luftkissenantrieb vorwärts. |
| Richtschützen-Rollentyp  | Der Richtschützen-RT ist ein Artillerie-Experte und darauf spezialisiert, den Feind aus großer Entfernung zu beschießen. Richtschützen-HOUNDs sind extrem schwer bewaffnet und verfügen über enorme Feuerkraft. |
| Befehlshaber-Rollentyp   | Die Befehlshaber-RT tragen die Verantwortung für Missionen und leiten diese. Sie sind mit einem sogenannten NB-Erzeuger (NB = Netzbereich) ausgestattet, durch den verbündete Truppenmitglieder und Feinde auf dem Radar angezeigt werden. Befehlshaber haben die Aufgabe, ihre Truppen, sowie Missionsziele zu koordinieren und Befehle zu geben. Sie greifen dabei kaum aktiv ins Kriegsgeschehen ein, weshalb ihre HOUNDs auch nur leicht bewaffnet sind.                                                             |

### Neroismus-Krieg
Der Neroismus-Krieg war eine Online-Kampagne, bei der sich Spieler Truppen anschließen konnten, die für eine der drei kriegführenden Nationen Demokratische Republik Tarakia, Republik Morskoj und dem Königreich Sal Kar gegen Truppen der jeweils anderen beiden Nationen kämpften. Für jeden Sieg erhielten die Truppen finanzielle Belohnungen. Der Krieg wurde so lange weitergeführt, bis die beiden feindlichen Nationen erobert wurden. Sollte nach zwei Monaten Spielzeit keine Nation gewonnen haben, wurde die Kampagne auf den Zustand vor Ausbruch des Krieges zurückgesetzt. Seit Schließung der Online-Server ist der Neroismus-Krieg nicht mehr spielbar.

## Server-Schließung
Am 6. Januar 2010 nahm Sega alle Chromehounds-Server vom Netz. Seither ist Chromehounds nur noch offline spielbar. Das Xbox-Live-Menü kann zwar noch angewählt werden, allerdings wird keine aktive Verbindung zu Xbox Live mehr hergestellt. Seit Schließung der Server können die Online-Erfolge von Chromehounds nicht mehr freigespielt werden.

## Erfolg
Von Chromehounds wurden schätzungsweise 270.000 Einheiten verkauft, die Kritiken fielen meist durchschnittlich bis gut aus. So vergibt GameRankings eine Wertung von 72,02 %. Die Bewertungswebsite Metacritic vergibt für das Spiel einen Metascore von 71. Die Videospielwebsite GameSpot bewertet Chromehounds mit 7,9 und bei IGN liegt die Bewertung bei 6,9.